# 1997 TT9
1997 TT9 är en trojansk asteroid i Jupiters lagrangepunkt L4. Den upptäcktes 5 oktober 1997 av den Tjeckiska astronomen Lenka Kotková vid Ondřejov-observatoriet.
Asteroiden har en diameter på ungefär 23 kilometer.